# Casa Robert Schumann
La Casa Robert Schumann (Robert-Schumann-Haus Zwickau) es un museo en Zwickau en Alemania. El compositor Robert Schumann nació aquí en 1810; ahora alberga una gran colección relacionada con el compositor.

## Fondo
Tres años antes de que naciera el compositor, la familia de Schumann se mudó a Zwickau, desde Ronneburg, Turingia, donde habían nacido sus hermanos. En Zwickau August Schumann, el padre del compositor, fundó una librería con su hermano, que ya vivía allí. Había una escuela con buena reputación en la ciudad (más tarde llamada Lyzeum) para los hijos de Schumann. Robert Schumann asistió a esta escuela desde 1820 hasta 1828; en ese año se trasladó a Leipzig para estudiar Derecho.

## Detalles

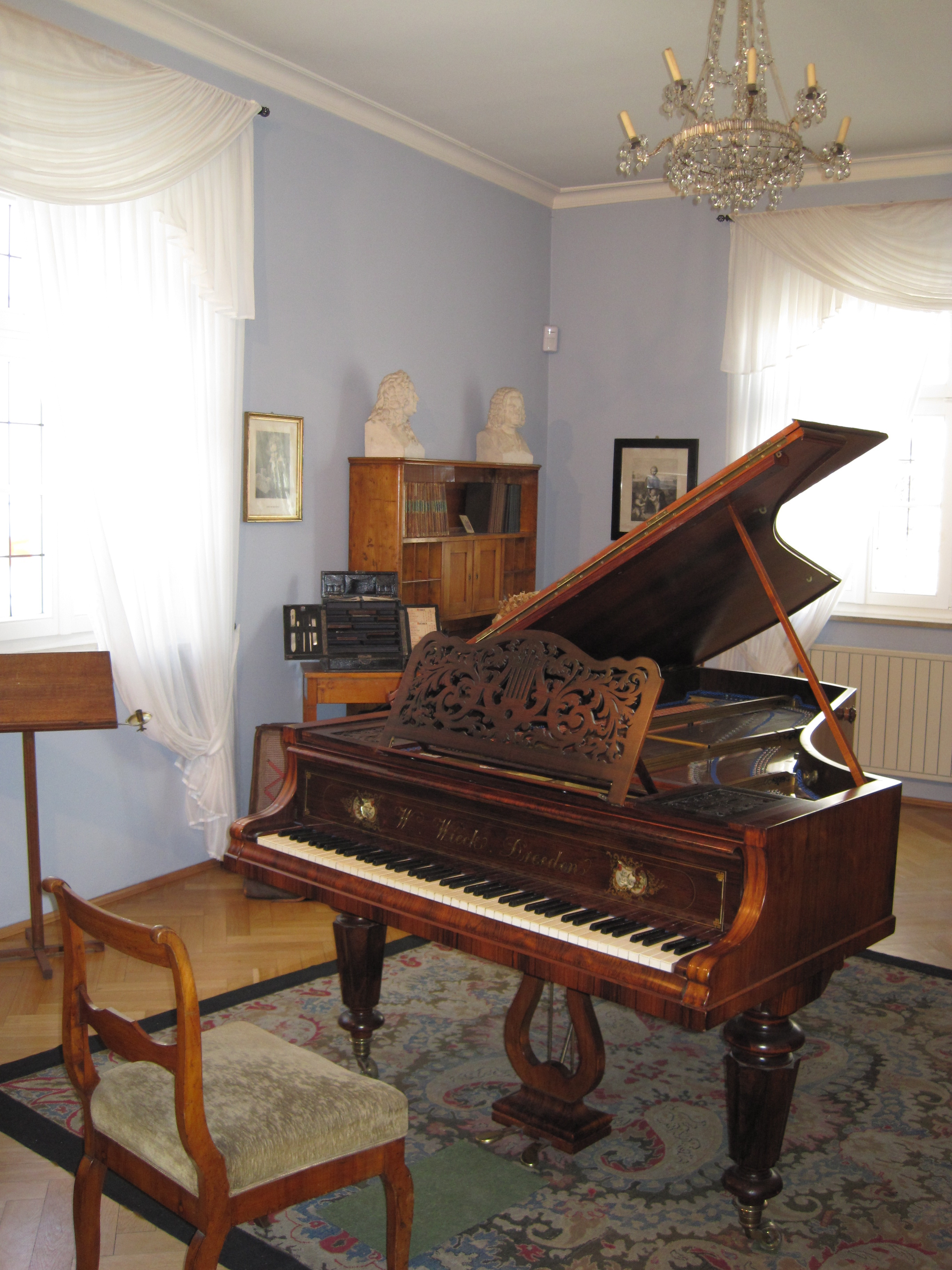
Interior del museo

La Casa de Robert Schumann, que consta de un museo, una sala de conciertos y un centro de investigación, se inauguró en 1956. Hay una gran colección relacionada con Robert Schumann.
La sala de conciertos tiene capacidad para 140 personas; a veces se utilizan aquí los pianos históricos del museo. La colección de pianos, todos fabricados en el siglo XIX, incluye un piano de cola encargado por Friedrich Wieck para su hija Clara (más tarde esposa del compositor), en el que debutó en concierto, a los nueve años, en la Gewandhaus de Leipzig.
La exposición permanente se distribuye en ocho salas, cada una de las cuales trata sobre un período particular de la vida de Schumann.La exposición muestra una selección de los archivos, que incluyen partituras manuscritas, primeras ediciones y una colección de pinturas y fotografías tempranas. Los archivos también contienen alrededor de 300 cartas de Robert Schumann y más de 2000 cartas de Clara Schumann; también los índices de cartas de Robert Schumann, en los que registró las cartas que escribió y recibió.